# Revista Materiales
La Revista Materiales va ser una publicació fundada per Manuel Sacristán el 1977 i veié el darrer número el 1978. El comité editorial el formaven, entre d'altres, Rafael Argullol, Maria José Aubet, Francisco Fernández-Buey, Javier Pérez Royo, Julian Ariza o Daniel Lacalle, els quals la gestionaven mitjançant l'empresa Materiales S.A de Estudio y Publicaciones. Estretament vinculada al PSUC, més a les formacions de base que no pas a la direcció, s'ha considerat que aquesta publicació reflecteix l'evolució del pensament de Sacristán des d'unes posicions de revisió de les postures heterodoxes del marxisme cap a una visió més pràctica, enfocada a resoldre els problemes que el capitalisme provoca. Aquesta evolució ideològica es va acabar plasmant amb l'abandonament de la publicació per fundar Mientras Tanto amb Giulia Adinolfi, Miguel Candel o Francisco Fernández-Buey.